# Reticulosepta
Reticulosepta es un género de foraminífero bentónico de la subfamilia Schwagerininae, de la familia Schwagerinidae, de la superfamilia Fusulinoidea, del suborden Fusulinina y del orden Fusulinida. Su especie tipo es Reticulosepta pholeophobia. Su rango cronoestratigráfico abarcaba el Cisuraliense (Pérmico inferior).

## Discusión
Clasificaciones más recientes incluyen Reticulosepta en la superfamilia Schwagerinoidea, y en la subclase Fusulinana de la clase Fusulinata. Otras clasificaciones lo han incluido en la subfamilia Triticitinae de la familia Triticitidae.

## Clasificación
Reticulosepta incluye a las siguientes especies:
- Reticulosepta elongata †
- Reticulosepta pholeophobia †